# Ян (Во)
Ян (фр. Yens) — громада  в Швейцарії в кантоні Во, округ Морж.

## Географія
Громада розташована на відстані близько 95 км на південний захід від Берна, 17 км на захід від Лозанни.
Ян має площу 9,5 км², з яких на 7,2% дозволяється будівництво (житлове та будівництво доріг), 54,1% використовуються в сільськогосподарських цілях, 38,4% зайнято лісами, 0,2% не є продуктивними (річки, льодовики або гори).

## Демографія
2019 року в громаді мешкало 1473 особи (+37,9% порівняно з 2010 роком), іноземців було 23,8%. Густота населення становила 155 осіб/км².
За віковим діапазоном населення розподілялося таким чином: 25,8% — особи молодші 20 років, 57,7% — особи у віці 20—64 років, 16,5% — особи у віці 65 років та старші. Було 574 помешкань (у середньому 2,5 особи в помешканні).
Із загальної кількості 428 працюючих 74 було зайнятих в первинному секторі, 134 — в обробній промисловості, 220 — в галузі послуг.